# Джо Джоргенсен
Джо Джоргенсен (англ. Jo Jorgensen; 1 травня 1957, Лібертівілл, Іллінойс, США) — американська академічна та лібертарійська політична активістка. Джоргенсен була кандидатом від Лібертаріанської партії на посаду президента США на виборах 2020 року. Раніше вона була кандидатом від партії на пост віцепрезидента на президентських виборах 1996 року. Вона також була кандидатом у лібертарійці в 4 окрузі Конгресу Південної Кароліни в 1992 році, отримавши 4286 голосів або 2,2 % усіх голосів виборців.

## Ранні роки життя та кар'єра
Джоргенсен народився 1 травня 1957 року в Лібертівіллі, штат Іллінойс, і виросла у сусідньому Грейслайку. Вона випускниця Центральної середньої школи Грейслака. Її бабуся і дідусь були данськими іммігрантами.
Джоргенсен отримала ступінь бакалавра психології в Університеті Бейлора в 1979 році, а потім ступінь магістра з ділового адміністрування в Південному методистському університеті в 1980 році. Вона розпочала свою кар'єру в IBM, працюючи з комп'ютерними системами, залишивши компанію аби стати власником і президентом Digitech, Inc. Здобула ступінь доктора філософії в галузі промислової та організаційної психології в Університеті Клемсона у 2002 р. З 2006 року викладає на денному рівні як старший викладач психології в Клемсоні.